# Siegfriedia
Siegfriedia darwinioides
Genre
Espèce

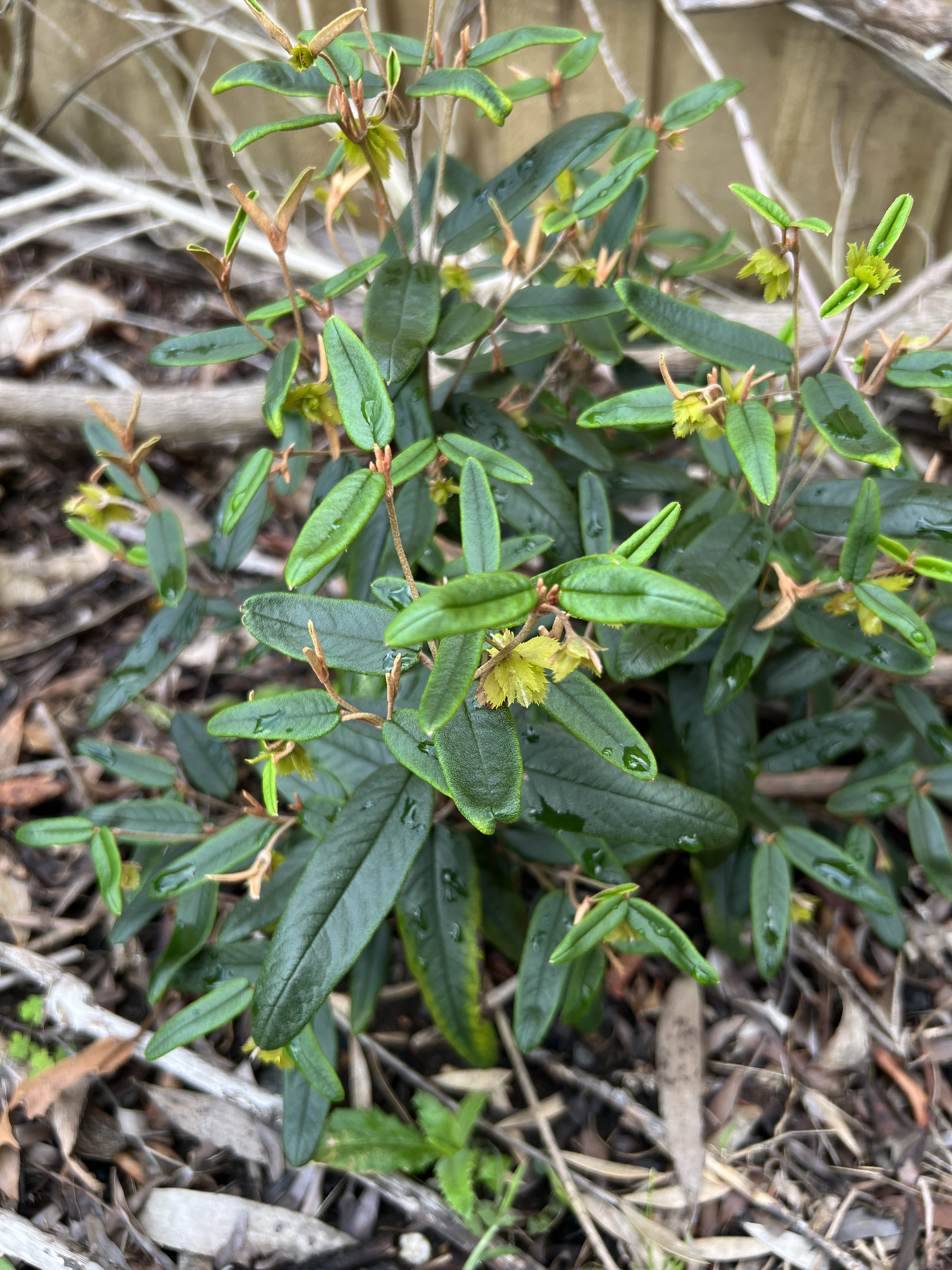
Feuillage

Siegfriedia est un genre monotypique de plante à fleurs appartenant à la famille des Rhamnacées. C'est une petite plante aux feuilles lisses et aux fleurs en forme de cloche. La seule espèce est Siegfriedia darwinioides, elle est endémique d'Australie occidentale.

## Description
Siegfriedia darwinioides est un arbuste dressé et étalé à plusieurs tiges, de 0,2 à 1 m de haut, avec des fleurs pendantes crème jaunâtre à orange. Les branches sont lisses, l'écorce est brun pourpre, les branches plus petites ont un duvet blanchâtre. Les feuilles sont disposées opposées, de forme oblongue, à sommet pointu, à base presque cordiforme, à bords enroulés, face supérieure veinée et lisse, face inférieure densément couverte de poils courts et emmêlés. La floraison a lieu d'avril à août et le fruit est un schizocarpe à trois segments,,.

## Taxonomie et dénomination
Siegfriedia darwinioides a été formellement décrite pour la première fois en 1933 par Charles Gardner et la description a été publiée dans le Journal of the Royal Society of Western Australia,. L'épithète spécifique (darwinioides) signifie comme Darwinia.

## Distribution et habitat
Siegfriedia darwinioides pousse de la chaîne de Stirling à Espérance sur des sols sableux, argileux ou limoneux.